# Friedrich Theile (Politiker)
Friedrich Theile (* 12. Juli 1814 in Chemnitz; † 16. August 1899 in Lockwitz) war ein deutscher praktischer Arzt, Heimatforscher, Politiker (MdL, Königreich Sachsen) und Revolutionär sowie Nestor der Gebirgsvereinstätigkeit.

## Leben und Wirken
Der aus Chemnitz stammende Theile, Sohn des dortigen Kriegszahlmeisters Samuel Gottfried Theile, verlebte seine Jugend in Dresden, besuchte die dortige Kreuzschule und danach die chirurgisch-medizinische Akademie. Von 1835 bis 1838 studierte er Medizin an der Universität Leipzig, wo er 1838 zum Dr. med. promoviert wurde. Seine ersten Schriften trugen als Verfasser den Namen „Friedrich Theile, Dr. med. und Bauer“, da er neben seinem ärztlichen Beruf Landwirtschaft betrieb. Seit 1840 in Lungkwitz ansässig, war er bei Kreischa begütert und zog danach als praktischer Arzt nach Lockwitz. Er wurde 1849 für den 67., 68. und 69. Wahlkreis in die I. Kammer des Landtags des Königreichs Sachsen gewählt. Als Republikaner war er maßgeblich an der Mobilisierung der Kreischaer Kommunalgarde beteiligt, mit der er im Mai 1849 nach Dresden zog. Nach Niederschlagung des Aufstands wurde er zum Tode verurteilt, begnadigt und für sechs Jahre inhaftiert.
Seit 1880 war er Redakteur der Gebirgszeitung „Über Berg und Thal“, Herausgeber und Verfasser der „Lockwitzer Nachrichten“. Als solcher war er auch ein eifriger Heimatforscher und Naturfreund. Er starb 1899 im Alter von 85 Jahren.